# Butor étoilé
Botaurus stellaris
Espèce
Répartition géographique
   ////  zone de nidification

   ////  résident permanent

   ////  non nicheur

Statut de conservation UICN

 LC  : Préoccupation mineure
Le Butor étoilé (Botaurus stellaris) est une espèce d'oiseaux échassiers de la famille des ardéidés (hérons, aigrettes). L'espèce est classée (2025) en préoccupation mineure (espèce pour laquelle le risque de disparition est faible) sur la Liste rouge mondiale des espèces menacées (listé Botaurus stellaris (Linnaeus, 1758)) et la Liste rouge européenne des espèces menacées, alors qu'il était classé "possiblement en danger" auparavant. En France, Botaurus stellaris est classé (2016) vulnérable dans la liste rouge des oiseaux nicheurs de France métropolitaine et comme une espèce disparue ou en danger critique dans certaines régions.

## Aspect
C'est un grand et gros héron, massif, au plumage brun chaud strié de brun plus foncé, très similaire au butor américain (Botaurus lentiginosa). Sa tête présente une calotte sombre et un bec en poignard. La tête est surmontée d’une aigrette que l’animal relève ou abaisse à volonté. Le cou est court et fortement garni de plumes susceptibles d’érection. Cette particularité établit une certaine ressemblance entre le butor et le hérisson : ainsi doit probablement s’expliquer la désignation de deux animaux si différents par le même mot hébreu qippôd. Une bande noire descend du coin du bec vers la gorge, en passant en dessous de la joue. Le cou est épais, les pattes courtes pour un échassier, mais avec de longs doigts légèrement palmés à la racine. En vol, on distingue plus nettement les rayures sombres sur la gorge et une zone plus pâle sur le dessus de la première moitié de l'aile. Sa longueur varie de 69 à 81 cm et son envergure de 120 à 130 cm ; son poids varie entre 900 et 1 100 g.
Très mimétique, il est difficile à observer dans son habitat, les roselières.

## Comportement

### Locomotion

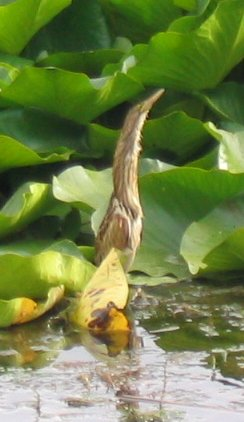
Quand un butor étoilé se sent menacé, il se fige dans une posture allongée verticalement

Les vols se font généralement sur de courtes distances. Sa silhouette est alors typique, ressemblant à un mélange de grand hibou et de héron. Le vol est en effet lent et lourd. Les ailes sont tenues arquées et les longs doigts traînent à l'arrière de l'oiseau.
Ses déplacements au sol sont lents et discrets. Il marche avec la tête légèrement dans les épaules et avec un léger mouvement latéral afin de mieux cibler ses proies. S'il se sent menacé, il devient immobile, allonge son cou et pointe son bec vers le haut, de manière à se fondre dans les roseaux environnants. Il est capable de rester dans cette position et de s'incliner avec les roseaux agités par le vent pendant plusieurs heures, jusqu'à ce qu'il n'y ait plus de risque.
Cet oiseau se déplace facilement entre les tiges de roseaux, avec ses longs doigts lui permettant de marcher sur la végétation flottante.

### Alimentation

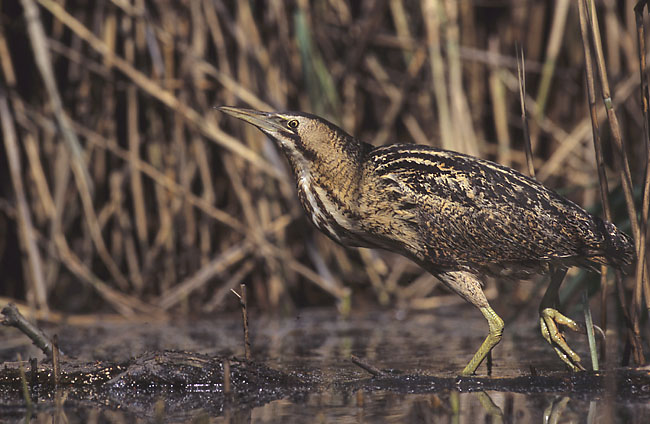

Il se nourrit de poissons, amphibiens et invertébrés (notamment des insectes aquatiques). Il peut parfois chasser des oiseaux ou de petits mammifères. C’est donc un hôte des marais et des rivages. Cet animal se défend contre toute espèce d’ennemis, même contre l’homme, à l’aide de son bec et de ses ongles. Il pousse un cri qui rappelle le mugissement du taureau, avec quelque chose de plus intense et de plus perçant. 
Plus actif à l'aube et au crépuscule, le butor se nourrit dans les eaux, en pêchant à l'affût. Il marche lentement dans l'eau près de la rive de la roselière, s'arrêtant fréquemment. Il reste immobile de longs moments, à la recherche de proies, approche avec des mouvements très lents, tendant le cou, et soudain, il saisit ou perce la proie avec son bec. Elle est frappée à plusieurs reprises avant d'être avalée la tête la première.

### Comportement social
Habituellement solitaire.
Sa présence est surtout confirmée par l'écoute de son chant très puissant (audible jusqu'à 5 km) et ressemblant à une " corne de brume ", un son très profond et caverneux souvent émis sur deux tons. Le chant s'entend surtout de nuit. Les cris d'appel émis en vol sont des sortes de "ho !" expirés.

### Reproduction

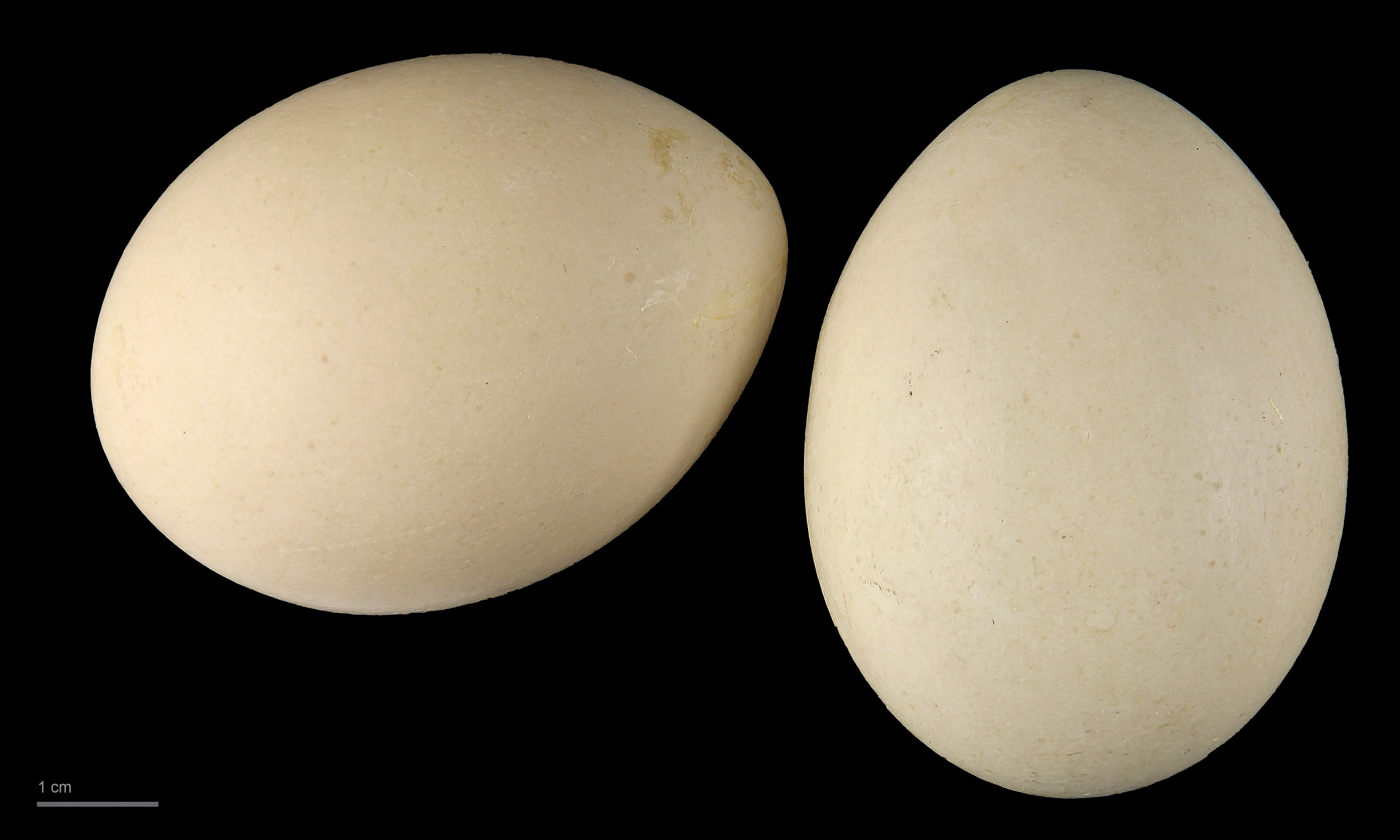
Botaurus stellaris - MHNT

Le butor niche dans les roseaux en avril-mai. Le nid est une plate-forme flottante, formé de morceaux de roseaux morts et les plantes aquatiques, et garni de fines matières. Le nid est bien caché dans la végétation et construit par la femelle.
La femelle dépose quatre à six œufs brun verdâtre, brun tacheté, à des intervalles de deux à trois jours. L'incubation commence avec le premier œuf pondu. Elle dure environ vingt-six jours, et est assurée par la femelle. Les poussins sont couverts de duvet brun-rougeâtre. Ils sont nourris uniquement par la femelle avec de la nourriture régurgitée au fond du nid.
Les jeunes commencent à quitter le nid après deux à trois semaines, et se cachent dans la végétation.
Cette espèce a une durée de vie d'une dizaine d'années.

## Aire de répartition et habitat
Il est présent en Europe, en Afrique et Asie.
En hiver, il migre plus au sud, où l'eau ne gèle pas.

### Habitat
Le butor étoilé vit dans les zones humides avec une végétation palustre jouxtant des surfaces en eau libre peu profonde et à faible variation de niveau.
Il se trouve notamment dans les marais, marécages, grands étangs, rives de lacs et grandes roselières. Le butor étoilé se dissimule dans les roseaux communs des roselières des zones humides.

### Distribution
Le butor étoilé est une espèce typiquement européenne se répartissant de l'Espagne à la Russie.
L'effectif européen est estimé entre 20 000 et 43 000 mâles chanteurs dont 10 000 à 30 000 pour la Russie.
En France, la population actuelle est estimée entre 300 et 400 mâles chanteurs répartis sur trois zones : le littoral méditerranéen, la Loire-atlantique et les départements du nord et du nord-est de la France.

## Systématique

### Taxinomie
Décrite sous le nom Ardea stellaris par le naturaliste suédois Carl von Linné dans la 10e édition de son Systema naturæ, en 1758, l'espèce fut rebaptisée Botaurus stellaris en 1822 par le naturaliste allemand Friedrich Boie.

### Étymologie
Le terme latin pour butor, Botaurus, fait référence au taureau. L'autre partie de son nom scientifique, stellaris en latin, signifie étoile en référence à son plumage.

### Sous-espèces
D'après la classification de référence (version 14.1, 2024) de l'Union internationale des ornithologues, le Butor étoilé possède 2 sous-espèces (ordre philogénique) :
- Botaurus stellaris stellaris (Linnaeus, 1758) — paléarctique ;
- Botaurus stellaris capensis (Schlegel, 1863) — sud-est africain.

## Menaces et mesures de protection
L'Union internationale pour la conservation de la nature classe le butor étoilé comme préoccupation mineure. En Wallonie, l'espèce est jugée en danger critique.
Considéré d'après les recensements effectués en 2008 par la Ligue de la protection des oiseaux (LPO) comme une espèce très menacée, sa population est en déclin rapide en Europe et aurait chuté de 35 à 45 % en France en 30 ans.
Au début des années 2000, sa population est en forte régression dans toute l'Europe à cause de la disparition des zones humides. Beaucoup des zones de nidifications traditionnelles ont été drainées ou bien, la densité de la végétation palustre a fortement diminué. Dans certains endroits, la chasse est un autre danger pour l'espèce. Dans toute l'Europe subsistent entre mille et deux mille couples. En Europe, en 2007, l'espèce est considérée comme "vulnérable". La population européenne aurait en effet subi un déclin de 20 % entre 1970 et 1990.
En France, l'espèce est considérée comme "vulnérable" également. La population française était estimée à 500 couples en 1968. Entre 1968 et 1983, la population subit un fort déclin d'environ 40 % avec 320 couples estimés. Les experts estiment qu'il ne restait que 320 mâles chanteurs en 2008 (survivant dans sept régions (administratives) seulement). Ce constat en fait alors une des espèces les plus menacées de France.
L'espèce fait l'objet d'un plan de restauration (PNA) en 2008-2012, coordonné par la DREAL Basse-Normandie, avec la LPO comme opérateur national. Ce plan vise, via seize mesures nationales classées en trois domaines (étude, protection, communication/sensibilisation) à retrouver en quinze ans une population comparable en nombre d'individus, si ce n'est en diversité génétique, à celle de 1970 (500 mâles chanteurs). Un diagnostic des roselières, des opérations de gestion conservatoire et de restauration d'habitats ainsi que des contractualisations sont prévues.
Le butor étoilé bénéficie d'une protection totale sur le territoire français depuis l'arrêté ministériel du 17 avril 1981 relatif aux oiseaux protégés sur l'ensemble du territoire. Il est inscrit à l'annexe I de la directive Oiseaux de l'Union européenne. Il est donc interdit de le détruire, de le mutiler, de le capturer ou de l'enlever, de le perturber intentionnellement ou de le naturaliser, ainsi que de détruire ou enlever les œufs et les nids et de détruire, altérer ou dégrader leur milieu. Qu'il soit vivant ou mort, il est aussi interdit de le transporter, colporter, de l'utiliser, de le détenir, de le vendre ou de l'acheter.
Alors que le PNA 2008-2012 prévoyait un rétablissement de la population de Butor étoilé en France à ses effectifs de 1970, soit autour des 500 mâles chanteurs, cet objectif n’a pas été atteint en 2012. Une accélération du déclin de l’espèce s'est confirmée entre 2012 et 2018 et se poursuit au début des années 2020. Les données collectées depuis le dernier comptage national de 2012 sont des estimations et une agrégation des résultats. En 2023, les effectifs du Butor étoilé en France seraient tombés sous le seuil des 100 mâles chanteurs, soit une divison par 3 de la population nicheuse. Le déclin est généralisé sur tout le territoire. En région Centre-Val de Loire et en Normandie, après une augmentation de la population entre 2000 et 2008, les deux régions comptent chacune moins de 5 mâles chanteurs. La première région de nichage de l’espèce est le littoral méditerranéen, surtout la Camargue, avec plus de 2/3 des effectifs soit environ 60 mâles enregistrés. Le Nord-Est est le 2e foyer de population du Butor étoilé en France.